# ミネソタ州出身の人物一覧
この一覧はミネソタ州出身の著名人についての記事を姓の50音順に配列したものである。

## ア行
- ジョン・オーガスト・アンダースン - 天文学者
- ケン・アンダーソン - プロレスラー
- リチャード・ディーン・アンダーソン - 俳優
- リチャード・ウィドマーク - 俳優
- デーブ・ウィンフィールド - 野球選手
- ヴィンス・ヴォーン - 俳優
- ティム・ウォルズ - 政治家、知事。
- ショーン・ウォルトマン - プロレスラー
- カリッド・エル＝アミン - バスケットボール選手
- ジーン・オーカーランド - アナウンサー
- ティム・オブライエン - 作家

## カ行
- ワンダ・ガアグ - 絵本作家
- ジュディ・ガーランド - 女優、歌手
- バーン・ガニア - プロレスラー
- ビル・ガリクソン - 野球選手
- メルヴィン・カルヴィン - 化学者
- マット・ギャリソン - バスケットボール選手
- テリー・ギリアム - 映画監督
- レイチェル・リー・クック - 女優
- ピーター・クラウス - 俳優
- ピーター・グレイブス - 俳優
- エイミー・クロブシャー - 政治家
- コーエン兄弟 - 映画監督
- エディ・コクラン - ミュージシャン

## サ行
- スティーヴ・ザーン - 俳優
- ザ・ジェッツ - ポップ・グループ
- チャールズ・M・シュルツ - 漫画家
- ブラッドリー・ジョセフ - 作曲家、ピアニスト
- ジョシュ・ジョンソン - 野球選手
- ダン・ジョンソン - 野球選手
- ショーン・ウィリアム・スコット - 俳優
- ジャック・スマイト - 映画監督
- チャド・スミス - ミュージシャン
- ソウル・アサイラム - ロック・バンド

## タ行
- ボブ・ディラン - ミュージシャン
- デッサ - 歌手/ラッパー/著作家
- ピート・ドクター - アニメーター
- エリック・デッカー - アメリカンフットボール選手

## ナ行
- スコット・ノートン - プロレスラー

## ハ行
- グレン・パーキンス - 野球選手
- ジョシュ・ハートネット - 男優
- ケント・ハーベック - 野球選手
- ウィリアム・パイ - 軍人
- ハスカー・ドゥ - ロック・バンド
- ボブ・バックランド - プロレスラー
- ジェシカ・ビール - 女優
- ミルトン・ヒューメイソン - 天文学者
- ジョージ・ロイ・ヒル - 映画監督
- アーサー・ファーウェル - 作曲家、指揮者
- マーディ・フィッシュ - テニス選手
- フランシス・スコット・フィッツジェラルド - 作家
- ラリー・フィッツジェラルド - アメリカンフットボール選手
- トーマス・フリードマン - ジャーナリスト
- ジョエル・プリジビラ - バスケットボール選手
- プリンス - ミュージシャン
- ティッピ・ヘドレン - 女優
- カート・ヘニング - プロレスラー
- シェルトン・ベンジャミン - プロレスラー
- チーフ・ベンダー - 野球選手 (アメリカ野球殿堂表彰者)
- ジェイムズ・ホジソン - 政治家
- ニック・ボックウィンクル - プロレスラー
- トーマス・D・ホワイト - 軍人

## マ行
- ジョー・マウアー - 野球選手
- ケビン・マクヘイル - バスケットボール選手
- ユージーン・マッカーシー - 政治家
- ティム・マッキントッシュ - 野球選手
- ジョン・マッデン - アメリカンフットボールコーチ、解説者
- ロジャー・マリス - 野球選手
- ジョージ・モラン - ギャングスター
- ジャック・モリス - 野球選手
- ポール・モリター - 野球選手 (アメリカ野球殿堂表彰者)
- ウォルター・モンデール - 第42代アメリカ合衆国副大統領
- ジョーン・モンデール - アメリカ合衆国のセカンドレディ

## ラ行
- ブライアン・ラービー - 野球選手
- ウィノナ・ライダー - 女優
- ドン・ラフォンティーヌ - 声優、ナレーター
- ジェシカ・ラング - 俳優
- リプレイスメンツ - ロック・バンド
- レスター・デル・レイ - 作家
- ジョン・C・リリー - 科学者
- シンクレア・ルイス - 作家
- リック・ルード - プロレスラー
- トム・レーマン - プロゴルファー
- マイケル・レストビッチ - 野球選手
- ジョセフ・ロウリネイティス - プロレスラー